# Steve Nash
Steve Nash (* 7. února 1974, Johannesburg) je bývalý kanadský basketbalista narozený v Jihoafrické republice.
V letech 1996-2014 působil v americké NBA, v klubech Phoenix Suns (1996-1998, 2004-2012), Dallas Mavericks (1998-2004) a Los Angeles Lakers (2012-2014). Dvakrát byl vyhlášen nejužitečnějším hráčem NBA (2004/05, 2005/06) a osmkrát byl vybrán do all-stars této soutěže (2002–03, 2005–08, 2010, 2012). V pěti sezonách byl nejlepším nahrávačem NBA. Před draftem do NBA (z 15. místa) působil v týmu Univerzity Santa Clara (Broncos). S kanadskou basketbalovou reprezentací získal stříbro (1999) a bronz (2001) na americkém mistrovství. Má též dvě stříbra z univerziád (1991, 1993).
Od roku 2012 je u kanadské basketbalové reprezentace mužů trenérem. V roce 2007 mu byl udělen Řád Kanady (Order of Canada). V minulosti byl majitelem kanadského fotbalového klubu Vancouver Whitecaps FC. Měří 191 cm.